# Kaga (Schiff, 2017)
Die Kaga (DDH-184) (japanisch かが) ist ein Hubschrauberträger der Izumo-Klasse der Japanischen Maritimen Selbstverteidigungsstreitkräfte.

## Geschichte

### Bau

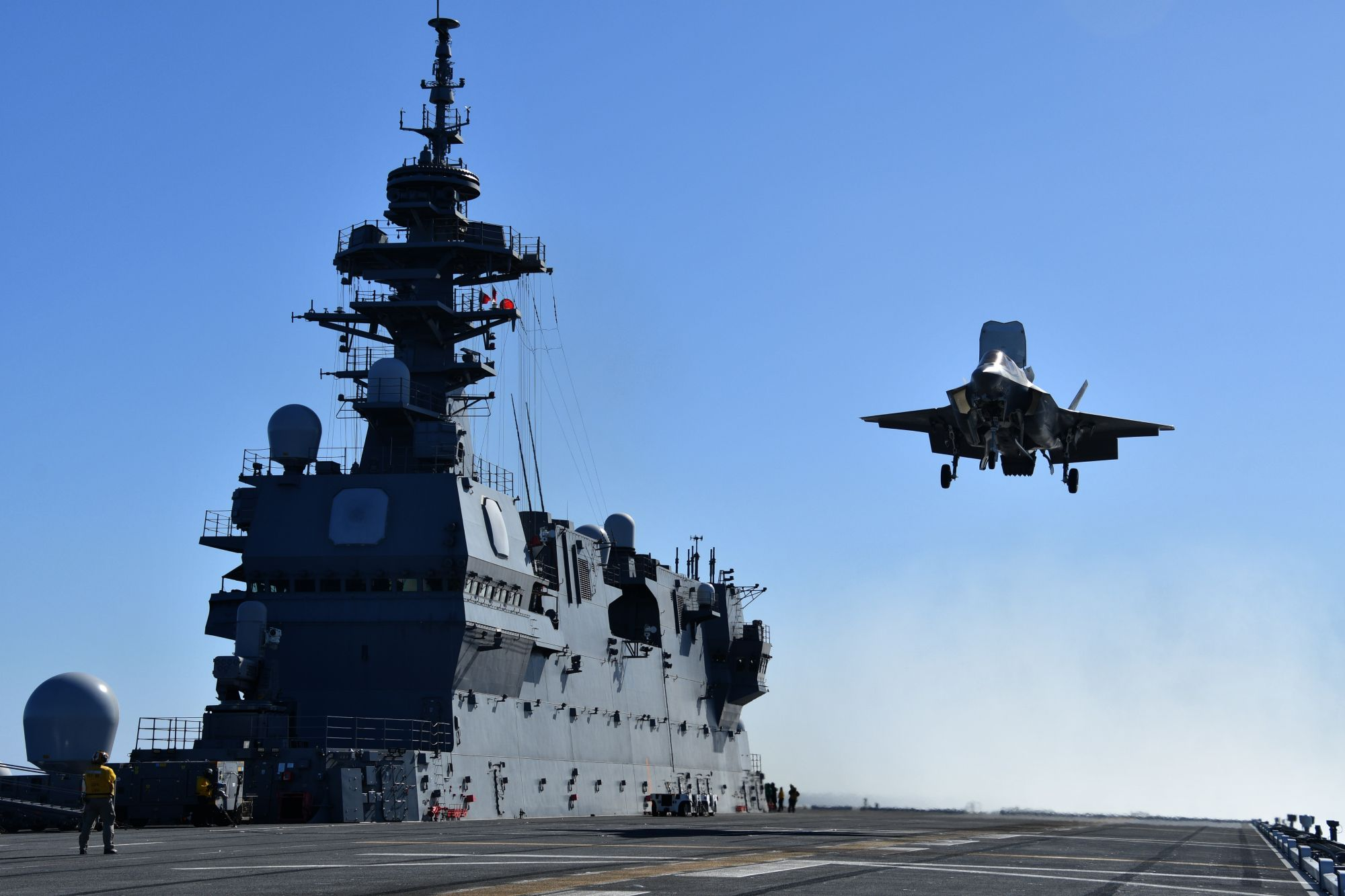
Am 24. Oktober 2024 führten die ersten F-35B Landungen und Starts von JS Kaga durch (hier VTOL)

Die Kaga wurde in der Werft der Japan Marine United Corporation, einem Tochterunternehmen der IHI, in Yokohama am 7. Oktober 2013 auf Kiel gelegt. Der Stapellauf fand am 27. August 2015 statt und Indienststellung am 22. März 2017. Aus Verfassungsgründen werden Hubschrauberträger der Selbstverteidigungsstreitkräfte wie die Kaga offiziell als „Helikopter-Zerstörer“ (DDH, jap. ヘリコプター搭載護衛艦, herikoputā tōsai goeikan, wobei der japanische Begriff für „Zerstörer“ wörtlich „Geleitschiff“ heißt) bezeichnet.
Am 24. März 2022 begann der Umbau der Kaga zum vollwertigen STOVL-Flugzeugträger, auf dem Flugzeuge des Typs Lockheed Martin F-35B zum Einsatz kommen werden. Anders als beim Schwesterschiff Izumo, dessen Aufrüstung bereits zuvor begonnen worden war, sollen die Umbauten an einem Stück erfolgen und auch etwas umfangreicher sein. Die ersten Flugversuche mit F-35B des USMC erfolgten im Herbst 2024 vor der Küste Kaliforniens.

### Einsatzgeschichte
Im Jahr 2018 bereiste die Kaga mit Begleitschiffen, wie im Vorjahr bereits ihr Schwesterschiff, das Südchinesische Meer und den Indischen Ozean, um Japans Präsenz in diesen geostrategisch wichtigen Gewässern zu verstärken.
Im Mai 2019 besuchte der amerikanische Präsident Donald Trump Japan. Dabei besichtigte er das in Yokosuka liegende Schiff und hielt eine Rede.

## Name
Die Kaga ist nach dem Flugzeugträger gleichen Namens, der von März 1928 bis Juni 1942 in Dienst stand, das zweite Kriegsschiff einer japanischen Marine, das diesen Namen trägt. Benannt nach der historischen japanischen Provinz Kaga.

## Trivia
Die Kaga wird erwähnt in dem 2018 erschienenen Roman „Rise of the Taishaku“.